# Regula Heusser-Markun
Regula Heusser-Markun (* 1943 in Schaffhausen) ist eine Schweizer Journalistin, Schriftstellerin und heute freischaffende Publizistin.

## Leben
Sie legte 1962 ihre Maturität Typus A (altsprachliches Gymnasium mit Griechisch und Latein) in Zürich ab. Vier Jahre später kam ihr Sohn zur Welt. Von 1971 bis 1976 studierte sie Slawistik, Osteuropäische Geschichte und Ethnologie an der Universität Zürich. Als Werkstudentin gab sie Unterricht an diversen Schulen.
Nach dem Studiumsabschluss war Heusser-Markun zunächst als freie Journalistin unter anderem für die Frankfurter Allgemeine Zeitung, den Tages-Anzeiger sowie die Neue Zürcher Zeitung tätig, bevor sie 1980 in die Redaktion der letzteren eintrat. Bis zu ihrem Ausscheiden 2006 profilierte sie sich mit markanten Artikeln aus dem weitgefächerten gesellschaftspolitischen Bereich. Sie war unter anderem verantwortlich für die Wochenendbeilage "Zeitfragen". Ihr Themenspektrum reichte vom Wertewandel, gesellschaftlichen Verhaltensformen, Migration und Sozialpsychologie über medizinische Fragen bis hin zu Minderheiten- und Frauenthemen, gesellschaftlichen Problemen wie Suizid, Sterbehilfe und Drogenabhängigkeit sowie der sozialen Situation von Kindern und Jugendlichen. Ein besonderer Schwerpunkt ihrer Arbeit lag bei der Beobachtung der Verhältnisse in der Sowjetunion vor und nach dem Zerfall. In diesem Bereich erschienen zahlreiche Reportagen und Analysen.
Im Jahr 1996 organisierte sie in Zusammenarbeit mit der Eidgenössischen Kommission gegen Rassismus die Tagung «Sprache und Rassismus», die sich speziell an Medienschaffende richtete.

## Auszeichnungen
- 1992: Zürcher Journalistenpreis-Swissairpreis
- 1994: Medienpreis der Gesellschaft Minderheiten in der Schweiz

«Ihre vielfältigen Artikel über ethnische und religiöse Minderheiten oder Randgruppen in unserer Gesellschaft zeugen von einer ausgesprochen feinen Sensibilität, mit der sie die inhaltlich fundierten Recherchen sprachlich gewandt umzusetzen weiss.»
- 1995: Zürcher Journalistenpreis

## Schriften
- Unbekannter Nachbar Sowjetunion. AT Verlag, Aarau/Stuttgart 1984, ISBN 3-85502-194-5 (Lizenzausgabe als Der unbekannte Nachbar. Alltag in der Sowjetunion. Goldmann Verlag, München 1989, ISBN 3-442-11429-2).
  - Neuausgabe: Die Sowjetunion. Atlantis des 20. Jahrhunderts. Ein Bild-Text-Lesebuch von 1984. edition ost, Berlin 2021, ISBN 978-3-89793-328-6.
- Frauen in der Sowjetunion. In: Alexander Beck (Hrsg.): Frauen der Welt. Ein Querschnitt aus 16 Ländern in 4 Kontinenten. Verlag NZZ, Zürich 1982, ISBN 3-85823-048-0.
- Vorwort zu Daniel Gendre: UdSSR. Offizin-Verlag, Zürich 2008, ISBN 978-3-907496-55-8 (deutsch/russisch).
- Sie sind wieder da, die Russen. In: Nicolas Baerlocher (Hrsg.): Bellevue Zürich. Verlag NZZ, Zürich 2005, ISBN 3-03823-173-8, S. 67–77.
- 68 weiblich – von der Euphorie zur Ernüchterung. In: Fritz Billeter, Peter Killer (Hrsg.): 1968 Zürich steht Kopf. Verlag Scheidegger & Spiess, Zürich 2008, ISBN 978-3-85881-220-9.
- Blick in eine Schweiz der vielen Kulturen. In: Walter Schiesser: Nachdenken über die Schweiz. Perspektiven und Visionen. Verlag NZZ, Zürich 1991, ISBN 3-85823-317-X.
- Schule der gesellschaftlichen Erneuerung. In: Die Schweiz und Zürich – Zürich und die Schweiz. Verlag NZZ, Zürich 2001, ISBN 3-85823-895-3, S. 35 ff.
- Überschätzt? Der Beitrag der Intelligenzija zur Auflösung der UdSSR. In: Martin Malek, Anna Schor-Tschudnowskaja (Hrsg.): Der Zerfall der Sowjetunion, Ursachen – Begleiterscheinungen – Hintergründe. Verlag Nomos, Baden-Baden 2013, ISBN 978-3-8329-6320-0.